# Thomas Peternell
Thomas Peternell é um matemático alemão. É professor da Universidade de Bayreuth.
Peternell obteve um doutorado em 1981 na Universidade de Göttingen, orientado por Hans Grauert, com a tese Vektorraumbündel in der Nähe von kompakten komplexen Untermannigfaltigkeiten, publicada no Mathematische Annalen, Volume 257, 1981, p. 111-134.

## Obras
- Editor com Yoichi Miyaoka Geometry of higher dimensional algebraic varieties, DMV Seminar 26 (Oberwolfach), Birkhäuser 1997
- Editor com Klaus Hulek, Michael Schneider, Frank-Olaf Schreyer Complex algebraic varieties, Lecture Notes in Mathematics 1507, Springer Verlag 1992 (Konferenz Bayreuth 1990)
- Editor com F. Catanese, Hélène Esnault, A. Huckleberry, K. Hulek Global Aspects of Complex Geometry, Springer Verlag 2006
- com M. Andreatta (Herausgeber) Higher dimensional complex varieties, De Gruyter 1996 (Konferenz Trento 1994)
- Editor com Ingrid Bauer, Fabrizio Catanese, Y. Kawamata, Yum-Tong Siu Complex geometry. Collection of papers dedicated to Hans Grauert on the occasion of his 70th birthday, Springer Verlag 2002
- Editor com F.-O. Schreyer Complex analysis and algebraic geometry. A volume in memory of Michael Schneider, de Gruyter 2000
- com Alan Huckleberry: Several complex variables: Basic Geometric Theory und Compact Manifolds, in Francoise, Naber, Tsun (Editor), Encyclopaedia of Mathematical Physics, Elsevier 2006
- Differential Calculus, holomorphic maps and linear structures on complex spaces (mit Reinhold Remmert), Cohomology, Pseudoconvexity, the Levi problem and vanishing theorems, Modifications, Cycle Spaces (mit F. Campana) in Grauert, Peternell, Remmert (Editor) Several complex variables VII: Sheaf theoretic methods in complex analysis, Encyclopaedia of Mathematical Sciences, Springer Verlag